# Élénie striée
Myiopagis subplacens
Espèce
Statut de conservation UICN

 LC  : Préoccupation mineure
L'Élénie striée (Myiopagis subplacens) est une espèce d'oiseaux de la famille des Tyrannidae. C'est une espèce monotypique.

## Répartition
Cet oiseau vit dans l'ouest de l'Équateur et dans le Nord-Ouest du Pérou.